# Калейкино (Лесно-Калейкинское сельское поселение)
 Калейкино  — железнодорожная станция (поселок) в Альметьевском районе Татарстана. Административный центр Лесно-Калейкинского сельского поселения.

## География
Находится в юго-восточной части Татарстана на расстоянии приблизительно 5 км по прямой на запад от районного центра города Альметьевск. Сама железнодорожная станция называется ныне Альметьевская.

## История
Основана в 1952 году. С 1961 года начал работать местный леспромхоз, с 1975 года образовался свой сельсовет.

## Население
Постоянных жителей было: в 2002 − 1893 (русские 39 %, татары (и кряшены) 56 %), 1944 в 2010.

## Достопримечательности
У восточной границы населенного пункта находится Акташский провал, карстовое озеро, образовавшееся в 1939 году.